# The Rainforest Site
The Rainforest Site è un sito web, inaugurato nel maggio del 2000, che usa il cosiddetto sistema click-to-donate: quando un visitatore del sito clicca, senza alcuna spesa personale, su un pulsante, gli sponsor provvedono a donare soldi ad associazioni caritatevoli.
Nel caso di questo sito, il denaro viene utilizzato per preservare dall'abbattimento aree di foresta pluviale in Ecuador, Messico, Perù, Paraguay ed in altre località nel mondo. Inoltre, una parte del finanziamento viene indirizzata per preservare una foresta nello stato di Washington, negli USA.
Gli sponsor pagano per ogni click effettuato ogni giorno (una sola volta al giorno) da ogni visitatore: ogni "click" conserva 11,4 piedi quadrati di foresta pluviale, pari circa a 0,3 metri quadrati - territorio che non potrà mai più essere disboscato.
The Rainforest Site non è di proprietà di una compagnia no-profit, ma nonostante questo il 100% dei soldi ottenuti dagli sponsor per ogni click viene donato direttamente ad associazioni ecologiste quali The Nature Conservancy, The Rainforest Conservation Fund, The World Parks Endowment, e The friends of Calakmul.
Estensione della foresta pluviale salvata dal sito
| Anno | Click      | Acri "salvati" |
| ---- | ---------- | -------------- |
| 2013 | 24.529.451 | 6.419,6        |
| 2012 | 28.175.300 | 7.373,7        |
| 2011 | 39.456.096 | 10.326,0       |
| 2010 | 39.914.869 | 10.446,0       |
| 2009 | 43.944.379 | 11.500,6       |
| 2008 | 45.392.545 | 11.879,6       |
| 2007 | 30.562.147 | 8.002,8        |
| 2006 | 27.745.996 | 7.261,3        |
| 2005 | 28.115.235 | 7.358,0        |
| 2004 | 26.522.578 | 6.939,9        |
| 2003 | 23.916.601 | 7.917,2        |
| 2002 | 21.526.818 | 5.633,7        |
| 2001 | 12.688.459 | 1.322,8        |
| 2000 | 15.559.026 | 4.704,4        |